# Wii Fit Plus
《Wii Fit Plus》（中文译為「Wii塑身™加強版」或「Wii塑身™Plus」），是任天堂繼《Wii Fit》後推出的新健身遊戲，發行於Wii平台，搭配Wii平衡器測量玩家的體量、熱量等數據，以進行不同類型的健身訓練，遊戲內由舊版的40頂增至加強版的69種鍛鍊項目，分為5種遊戲類型，包括「瑜伽」、「肌肉鍛鍊」、「有氧運動」、「平衝運動」和新加入的「鍛鍊+」。

## 遊戲場景和功能
與舊版相若，以一般的室內健身室及烏富島為主題。
玩家會在進入遊戲之前，系統會要求玩家輸入個人體重和出生日期，以得知玩家在鍛鍊前的健康狀況。之後，系統會要求玩家進行一次平衡能力的測試（由10種不同平衡力測試中隨機選出來），以實際年齡和平衡測試的結果來測量出玩家的平衡年齡。
完成以上的初步測試後，玩家就可以自由設定目標來鍛鍊。
每當完成一個遊戲後，系統除了會顯示玩家的得分和排名之外，還會顯示玩家消耗的卡路里指數。

## 外部連結
- （繁體中文）官方网站
- （日語）官方网站
- （英文）官方网站